# Jamie Heaslip
James Peter Richard Heaslip (Tiberíades, 15 de diciembre de 1983) es un exjugador irlandés de rugby nacido en Israel, que se desempeñaba como octavo. Fue internacional con el XV del Trébol de 2006 a 2017.

## Carrera
Nació en Israel mientras su padre, un brigadier general, trabajaba allí para las fuerzas de paz de la ONU en el Líbano.
El debut profesional de Heaslip fue en marzo de 2005 y fue nominado a Mejor Jugador del Mundo en 2009.
En febrero de 2018 anunció su retiro inmediato, por advertencia de médica y debido a su lesión en la espalda de la que no pudo recuperarse, incluso luego de dos operaciones.

## Selección nacional
Eddie O'Sullivan lo convocó al XV del Trébol para enfrentar a las Islas del Pacífico en Lansdowne Road, por los test matches de fin de año 2006 y así se convirtió en el hombre número 1000 en debutar con Irlanda.
Se aferra a la titularidad cuando es titular en todos los partidos del Torneo de las Seis Naciones 2008 excepto uno. Luego tuvo más participaciones en los test matches de mitad de año 2008, contra Nueva Zelanda y Australia, siendo llamado por el nuevo entrenador Declan Kidney.
En el Seis Naciones de 2009 logró un try contra Francia y el try de la victoria contra Escocia en el Estadio Murrayfield. Con ello contribuyó a la obtención del primer título en 24 años y al primer Grand Slam de Irlanda desde 1948.
Con el retiro de Brian O'Driscoll al finalizar el Torneo de las Seis Naciones 2014, Heaslip fue nombrado capitán, aunque ya lo venía siendo ocasionalmente desde el Torneo de las Seis Naciones 2013. En total jugó 95 partidos y marcó 65 puntos, producto de trece tries.

### Participaciones en Copas del Mundo
Formó parte de la selección irlandesa en Nueva Zelanda 2011 e Inglaterra 2015.
| Mundial                       | Sede          | Resultado        | PJ | Tries |
| ----------------------------- | ------------- | ---------------- | -- | ----- |
| Copa Mundial de Rugby de 2011 | Nueva Zelanda | Cuartos de final | 5  | 0     |
| Copa Mundial de Rugby de 2015 | Inglaterra    | Cuartos de final | 5  | 0     |

### Leones británicos
Heaslip también fue convocado a los British and Irish Lions para las giras a Sudáfrica 2009 y Australia 2013.

## Palmarés
- Campeón del Torneo de las Seis Naciones de 2009, 2014 y 2015.
- Campeón de la Copa de Campeones de 2008–09, 2010–11 y 2011–12.
- Campeón de la Copa Desafío de 2012–13.
- Campeón del Pro14 de 2007–08, 2012–13, 2013–14 y 2017–18.